# Edward Harrison Taylor
Edward Harrison Taylor (ur. 23 kwietnia 1889 w Maysville, zm. 16 czerwca 1978 w Lawrence) – amerykański herpetolog.
W nazwach naukowych zwierząt używa się skrótu E. H. Taylor lub Taylor na oznaczenie autorstwa Edwarda Harrisona Taylora.

## Biografia
Edward Harrison Taylor urodził się w Maysville w stanie Missouri 23 kwietnia 1889 roku. W 1912 roku ukończył studia na Wydziale Geologii i Zoologii Uniwersytetu w Kansas. W latach 1916–1919 był zatrudniony jako nauczyciel w wiosce na filipińskiej wyspie Mindanao, następnie w Biurze Nauki USA w Manili. Zimą 1918–1919 był cywilnym pracownikiem pomocy humanitarnej na Syberii podczas epidemii tyfusu. Przed powrotem do Stanów Zjednoczonych badał herpetofaunę Filipin. W 1927 roku obronił doktorat na podstawie pracy napisanej pod kierunkiem paleontologa Henry'ego Lane'a Brunera i został kierownikiem wydziału na Uniwersytecie Kansas w Lawrence. Podczas II wojny światowej Biuro Służb Strategicznych, poprzedniczka CIA, zatrudniło Taylora, by uczył surwiwalu w dżungli na brytyjskim Cejlonie. Po przejściu na emeryturę w 1960 roku nadal prowadził badania i publikował. Zajmował się przede wszystkim płazami beznogimi. Zmarł w Lawrence 16 czerwca 1978 roku.

## Uczczenie w nazewnictwie

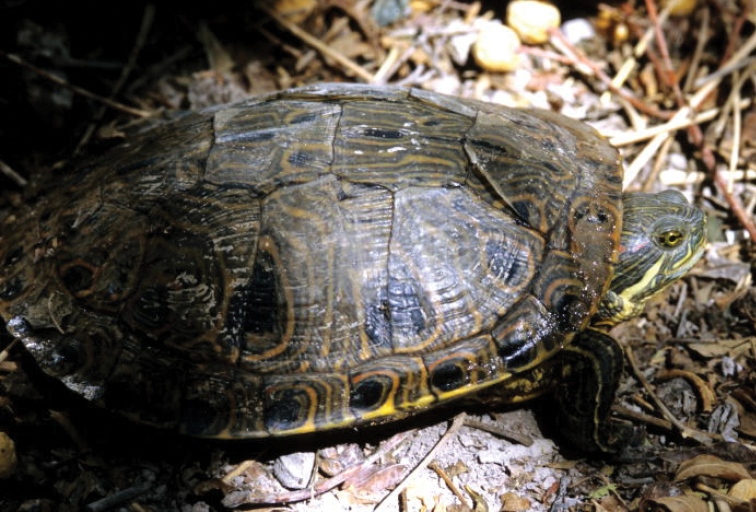
Trachemys taylori

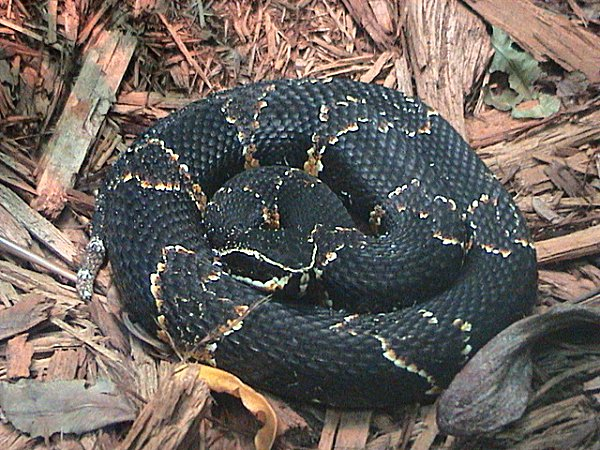
Agkistrodon taylori

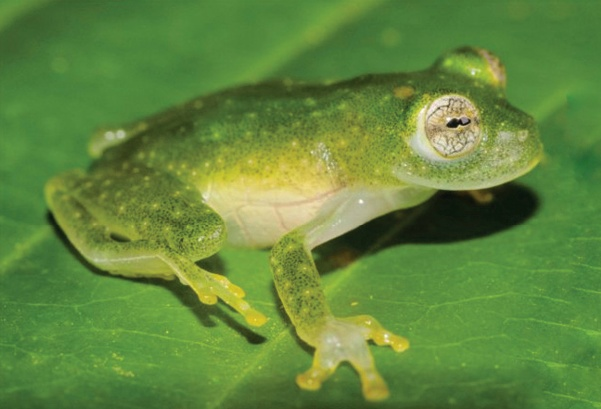
Hyalinobatrachium taylori

Profesor Edward Taylor został uhonorowany w nazwach szeregu gatunków lub podgatunków gadów i płazów:
- Trachemys taylori (Legler, 1960)
- Anolis taylori (Smith & Spieler, 1945)
- Cyrtodactylus edwardtaylori (Batuwita & Bahir, 2005)
- Dibamus taylori (Greer, 1985)
- Lankascincus taylori (Greer, 1991)
- Sceloporus edwardtaylori (H.M. Smith, 1936)
- Sphenomorphus taylori (Burt, 1930)
- Agkistrodon taylori (Parkinson, et al. 2000)
- Pseudorabdion taylori (Leviton & Brown, 1959)
- Gekko taylori (Ota & Nabhitabhata, 1991)
- Brachymeles boulengeri taylori
- Gerrhonotus liocephalus taylori
- Lipinia pulchella taylori
- Sceloporus occidentalis taylori (Camp, 1916)
- Sphenomorphus assatus taylori
- Uta stansburiana taylori
- Coniophanes picevittis taylori
- Cyclocorus nuchalis taylori
- Ficimia publia taylori
- Lampropeltis triangulum taylori
- Micrurus browni taylori (Schmidt & H.M. Smith, 1943)
- Hyalinobatrachium taylori (Goin, 1968)
- Platymantis taylori (Brown, Alcala, Diesmos, 1999)
- Craugastor taylori (Lynch, 1966)
- Lithobates taylori (Smith, 1959)
- Ambystoma taylori (Brandon, Maruska, Rumph, 1982)
- Bolitoglossa taylori (Wake, Brame, Myers, 1970)
- Oedipina taylori (Stuart, 1952)
- Microcaecilia taylori (Nussbaum & Hoogmoed, 1979)